# Едрой (Техас)
Едрой (англ. Edroy) — переписна місцевість (CDP) в США, в окрузі Сан-Патрисіо штату Техас. Населення — 422 особи (2020).

## Географія
Едрой розташований за координатами 27°57′39″ пн. ш. 97°40′32″ зх. д. / 27.96083° пн. ш. 97.67556° зх. д. (27.960900, -97.675441).  За даними Бюро перепису населення США в 2010 році переписна місцевість мала площу 5,72 км², уся площа — суходіл.

## Демографія
Згідно з переписом 2010 року, у переписній місцевості мешкала 331 особа в 110 домогосподарствах у складі 84 родин. Густота населення становила 58 осіб/км².  Було 141 помешкання (25/км²).
Расовий склад населення:
| - 96,7 % — білих - 0,9 % — чорних або афроамериканців - 1,8 % — осіб інших рас |

До двох чи більше рас належало 0,6 %. Частка іспаномовних становила 80,1 % від усіх жителів.
За віковим діапазоном населення розподілялося таким чином: 23,6 % — особи молодші 18 років, 64,9 % — особи у віці 18—64 років, 11,5 % — особи у віці 65 років та старші. Медіана віку мешканця становила 39,4 року. На 100 осіб жіночої статі у переписній місцевості припадало 114,9 чоловіків;  на 100 жінок у віці від 18 років та старших — 112,6 чоловіків також старших 18 років.
Середній дохід на одне домашнє господарство  становив 37 286 доларів США (медіана — 30 952), а середній дохід на одну сім'ю — 42 726 доларів (медіана — 31 607). За межею бідності перебувало 12,1 % осіб, у тому числі 0,0 % дітей у віці до 18 років та 0,0 % осіб у віці 65 років та старших.
Цивільне працевлаштоване населення становило 88 осіб. Основні галузі зайнятості: транспорт — 37,5 %, науковці, спеціалісти, менеджери — 23,9 %, освіта, охорона здоров'я та соціальна допомога — 20,5 %, будівництво — 18,2 %.